# Trupanea maculaminuta
Trupanea maculaminuta är en tvåvingeart som först beskrevs av Munro 1929.  Trupanea maculaminuta ingår i släktet Trupanea och familjen borrflugor. Inga underarter finns listade i Catalogue of Life.